# Пархамчук, Дмитрий Викторович
Дми́трий Ви́кторович Пархамчу́к (7 марта 1987) — казахстанский футболист, полузащитник. Воспитанник павлодарской школы футбола. Карьеру начал в резервной команде Иртыш-2 в 2005 году. В основу начал привлекаться с 2008 года, в этот же год стал бронзовым призёром высшего дивизиона Казахстана. Далее играл в нескольких командах Первой лиги Казахстана, после чего завершил карьеру.

## Достижения
- Бронзовый призёр чемпионата Казахстана: 2008